# Подоље (област)
Подоље (укр. Поділля) је историјско-географски рејон у источној Европи. Данас се налази у западној Украјини и Молдавији (Придњестровљу). На старословенском језику Подоља знаћи терен до или терен уз (реку).
Већи градови су Камјањец-Подиљски (највећи град Подоља), Хмељницки, Виница. Неки ту убрајају и град Тернопољ, који је фактички у Галицији. У молдавском делу (Придњестровље) Подоља спадају градови Каменка и Рибница. Јужно је Jедисан.

## Географија

#### Позиција
Подоља је део Источноевропске низије, између реке Дњестар и на југу до планина Карпата у Украјини. Заузима површ око 40,000 км², у дужини 320 км од северозапада до југоистока, на левој страни реке Дњестар. Високи део Подолије иде до 144 м у висину, поред реке Јужни Буг и Западни Буг, које су притоке реке Дњестар. Подолија лежи источно од историјске регије Црвена Русија (шира област Галиције), поред реке Серет (притока Дњестра). На северозападу гранићи на Волињ. У Подолији се налазе Виничка област и јужни и централни део Хмељничке области. Део Подоље састављају је делови Тернопољске области (запад) и Кијевске области. На истоку заузима делове Черкасија, Кировграда и Одеске области са северним делом Транснистрије.

#### Хидрологија
Кроз Подољу иду две велике реке, пловни Дњестар (који ради границу са Молдавијом) и Јужни Буг, која плови паралелно са Дњестром. Јужни Буг није пловна река због водопада и мочвара. Река Дњестар је главна прометница за трговину у крајевима Могиљев-Подољски, Жванец и друге подољске луке.

#### Педологија и клима
Земљиште Подоље је састављен из црнице или чернозем, зонални тип земљишта који је развијен на лесној подлози. Настаје под утицајем степске и континенталне климе. Црница је врло плодно пољопривредно подручје. Баре се стварају само уз реку Буг. Подоља има умерену климу, просечна температура код Камјањец-Подиљског је 9 °C (-4 °C у јануару, 20 °C у јулу).
Пољопривредни проиуводи су трешња, мурва, диња (мелона), тиква и краставца.

#### Популација
За време Руске Империје (1906) у Подољи је живело 3.543.700 становника, углавном Украјинаца, са пољском и Јеврејском мањином. Популација Румуна је била око 50.000, са мањим бројем Немаца и Јермена.

## Историја

#### Сармати
У антики (1. век пре н.е) у Подољи су живели Скити. Антички писац Херодот је први поменуо Скитима сродан народ — Савроматима, који су дошли крајем 3. века пре н.е. из територије Дона према западу. У Украјини се период с крајем 3. века пре н.е. до 4. века наше ере зове Сарматска ера. Европска Сарматија је заузимала место између река Дон и Висле. На југу је граничила са северном Дакијом. На карти Римског царства (125. година) народ који је био насељен на почетку Јужнога Буга звали су Навари (лат. navari). Артефакте Сармата су нашли и код средњег тока Дњестра.
Почетком 3. века у те крајеве су одлазили хришћански мисионари (поред Подоље налазила се скитска епархија). Грчки мисионари су их звали Скити-пахари, неколико касније у хроникама звали су их Анти (пенковска култура, 5. до 7. века). У 9. веку наше ере Сармати су били уништени од Хуна, део Сармата је био асимилиран Хунима под водством Атиле (434-454).
Велику заоставштину Сармата даје и реч која се користи код Пољака и означава етнолошко-културни концепт-Сарматизам.

#### Средњи век
У средњем веку Подоље је било део Кијевске Русије и Кнежевине Галиција-Волинија. У галицијско-волинијским хроникама из 12. века, Подоље су звали рус. Низовья (Ушће реке). У 13. веку разоре је Монголи, након чега је била неколико векова под влашћу Златне хорде. Око 1363. године, после битке код Плавих вода (1362) између Велике кнежевине Литваније и Златне хорде, Подољја је ушла у састав Литванске кнежевине. Велики литавнски кнез Ољгерд именовао је Фјодора Корниатовича као наместника подољске губернатуре. Јуна 1395. године велики кнез Литваније и краљ Пољске Владислав II Јагело преда краковској војводи Спитку из Мељштина западни део Подоља. У овој одредби се први пут помиње реч Подоља. Војвода Спитко је убијен у битки код Ворксле (1399), па је Владислав II Јагело предао Подољу Свиндригајлу Ољгердовичу, до 1403, када је Подољем управљао сам Владислав II Јагело.
1430. године у Подољу ушла је Пољска војска, против њих се 1431-1434 дигао устанак (Бакотски устанак). После гушења побуне градови Камјањец-Подиљски, Смотрич, Бакота и Скала припале су Пољској. Административну поделу и подољско војводство добију 1434. године, са административним центром у граду Камјањец-Подиљски. Источно Подоље је остало у саставу Велике кнежевине Литваније.

#### Нови век
Средином 15. века Подоље је изгубило своје војводство и припало Брацлавском војводству, где су се налазили брацлавски, звенигородски и винички окрузи. 1598. администрација се пресели из Брацлава у Виницу. Често се Подоље звало и Брецлавшчина. Од 1569. цело Подоље је део Државнe заједницe Пољске и Литваније.
За време (успелог) устанка козачке Запорошке Сече (1648–1654), под хетманом Богданом Хмељницким администрација је прешла на козачку, војну администрацију (територије подељене по војним пуковима). По Андрусовском примирју (1667) између Руског царства и Државне заједнице Пољске и Литваније, Подоља је припала Пољско-литванијској држави.
Област је веома страдала за време упада Кримских Татара и Турака, нарочито за време пољско-турског рата (1672—1676). Од 1672. до 1699. Подоље се налазило у саставу Османског царства (Подољски вилајет са центром у Камењец-Подољском). Након пораза Турака у Пољско-османском рату (1683–1699) Подоље опет припада Држави Пољско-литванској.
Након прве поделе Пољске 1772. године део Подоље, западно од реке Збруч припада Хабсбуршкој монархији, док је већи део, након анексије козачких земља (1793), припао Руској империји. У Руској империји поновно је установљена Подољска губернија. За време руске владавине Подоља се добро развила трговином а популација порасла. 1810. године, Шенбрунским миром, део Подоље западно од реке Збруч припао је Руској империји, као Тарнопољски округ. 1815. тај део назад узима Аустријско царство.

#### 20. век
Након завршетка пољско-совјетског рата 1921. десни брег од реке Збруч припадне Пољској, док је већи део остао у Совјетском Савезу, као део Украјинске Совјетске Републике. Река Збруч је била гранична река. 
За други светски рат (1941-1944) Подоље је било под немачко-румуњском окупацијом. Градови Подоља су били углавном уништени, док је (замало) цела Јеврејска популација уништена у холокаусту.
Данас је Подоља, већином, део Украјине, док се мало део налази у Транснистрији.
- Подољско и Брацлавско војводство у Држави Пољске и Литваније (1619)
- карта Брацлавшчине (1648)
- Грб Подољске губерније, Руска империја (1856)
- Унутрашњост подољске куће
- Женски подољски фолклор
- Збручки стуб
- Тврђава Камјањец-Подиљски